# Uromunna cananeia
Uromunna cananeia is een pissebed uit de familie Munnidae. De wetenschappelijke naam van de soort is voor het eerst geldig gepubliceerd in 1985 door Pires.